# Joseph L. Rawlins
Joseph L. Rawlins (Millcreek, 1850. március 28. – Salt Lake City, 1926. május 24.) az Amerikai Egyesült Államok szenátora (Utah, 1897–1903).